# 染山茂範
染山 茂範（そめやま しげのり、1990年9月5日 - ）は、日本のラグビー指導者。現在トップイーストリーグAグループAZ-COM丸和MOMOTARO'Sのアシスタントコーチを務めている。

## プロフィール
- 福岡県出身。
- 身長 171 cm、体重 73 kg
- 現役時代のポジションはスタンドオフ(SO)[1]。
- 7人制日本代表に選ばれたことがある[2]。
- 正確無比なキックを得意とする。

## 略歴
2009年、佐賀工業高校卒業後、明治大学に入学する。なお佐賀工業高校時代、高校日本代表に選ばれたことがある。
2012年、明治大学ラグビー部の副将に就任した。
2013年、明治大学卒業後、中国電力ラグビー部に加入。なお明治大学時代の同級生には石原慎太郎、榎真生、斎藤春樹、猿楽直希、竹内健人、友永恭平、堀江恭佑らがいる。
2017年、日野自動車レッドドルフィンズに加入。
2024年、現役を引退後、同年8月、AZ-COM丸和MOMOTARO'Sのアシスタントコーチに就任。。